# Day Men
Day Men — ограниченная серия комиксов, которую в 2013—2015 годах издавала компания Boom! Studios.

## Синопсис
«50 семей» — тайное вампирское общество, управляющее миром. Только свет солнца мешает им действовать днём, поэтому в этот период они действуют через человеческого посредника.

### Выпуски
| № | Дата выхода     | Оценка на Comic Book Roundup   | Предполагаемый объём продаж (первый месяц) |
| - | --------------- | ------------------------------ | ------------------------------------------ |
| 1 | 17 июля 2013    | 7,2 из 10 на основе 6 рецензий | 7 968, позиция в Северной Америке — 247    |
| 2 | 11 декабря 2013 | 8,1 из 10 на основе 5 рецензий | 7 777, позиция в Северной Америке — 235    |
| 3 | 5 марта 2014    | 7,6 из 10 на основе 2 рецензий | 5 946, позиция в Северной Америке — 269    |
| 4 | 30 июля 2014    | 6,9 из 10 на основе 3 рецензий | н/д                                        |
| 5 | 5 ноября 2014   | 7,6 из 10 на основе 2 рецензий | н/д                                        |
| 6 | 4 марта 2015    | н/д                            | н/д                                        |
| 7 | 6 мая 2015      | 9,1 из 10 на основе 2 рецензий | н/д                                        |
| 8 | 14 октября 2015 | 7 из 10 на основе 3 рецензий   | н/д                                        |

### Сборники
| № | Тип            | Дата выхода    | Собранный материал | Кол-во страниц | ISBN                       | Предполагаемый объём продаж (первый месяц) |
| - | -------------- | -------------- | ------------------ | -------------- | -------------------------- | ------------------------------------------ |
| 1 | Мягкая обложка | 25 ноября 2014 | Day Men #1-4       | 112            | 978-1608863938, 160886393X | 1 518, позиция в Северной Америке — 69     |
| 2 | Мягкая обложка | 31 мая 2016    | Day Men #5-8       | 112            | 978-1608868520, 1608868524 | 473, позиция в Северной Америке — 257      |

## Отзывы
На сайте Comic Book Roundup серия имеет оценку 7,6 из 10 на основе 23 рецензий. Дженнифер Ченг из Comic Book Resources, обозревая дебют, похвалила художника. Её коллега Мэрикейт Джаспер, рецензируя четвёртый выпуск, оценила работу колориста. Дэвид Пепос из Newsarama дал первому выпуску 7 баллов из 10 и остался доволен рисунками Стелфриза. Тони Герреро из Comic Vine поставил дебюту 4 звезды из 5 и посчитал, что создатели привнесли «новый взгляд на жанр» о вампирах.